# Харитоново (Бурятия)
Харито́ново — село в Тарбагатайском районе Бурятии. Входит в сельское поселение «Барыкинское».

## География
Расположено на юго-западе района, на правом берегу реки Хилок, в 19 км западнее центра сельского поселения, села Барыкино, и в 55 км на юго-запад от районного центра — села Тарбагатай.

## История
Деревню Хилоцкую, будущее село Харитоново, в 1772 году посетил П. С. Паллас, отметив здесь урожай арбузов у недавно переселённых сюда старообрядцев-семейских.

## Население
| 2002 | 2010 |
| ---- | ---- |
| 234  | ↘168 |